# Neckholder

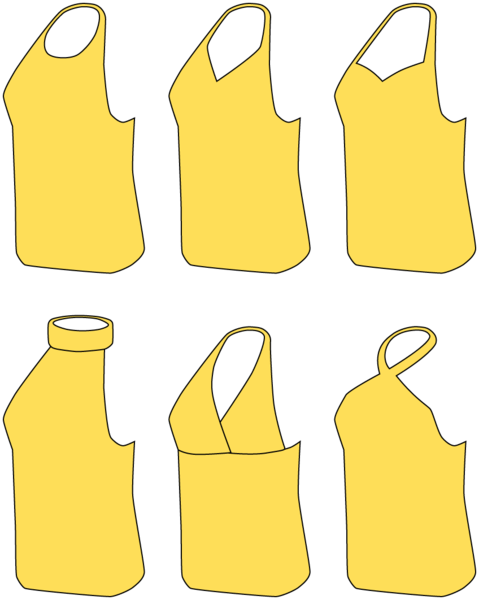
Variationen des Neckholders

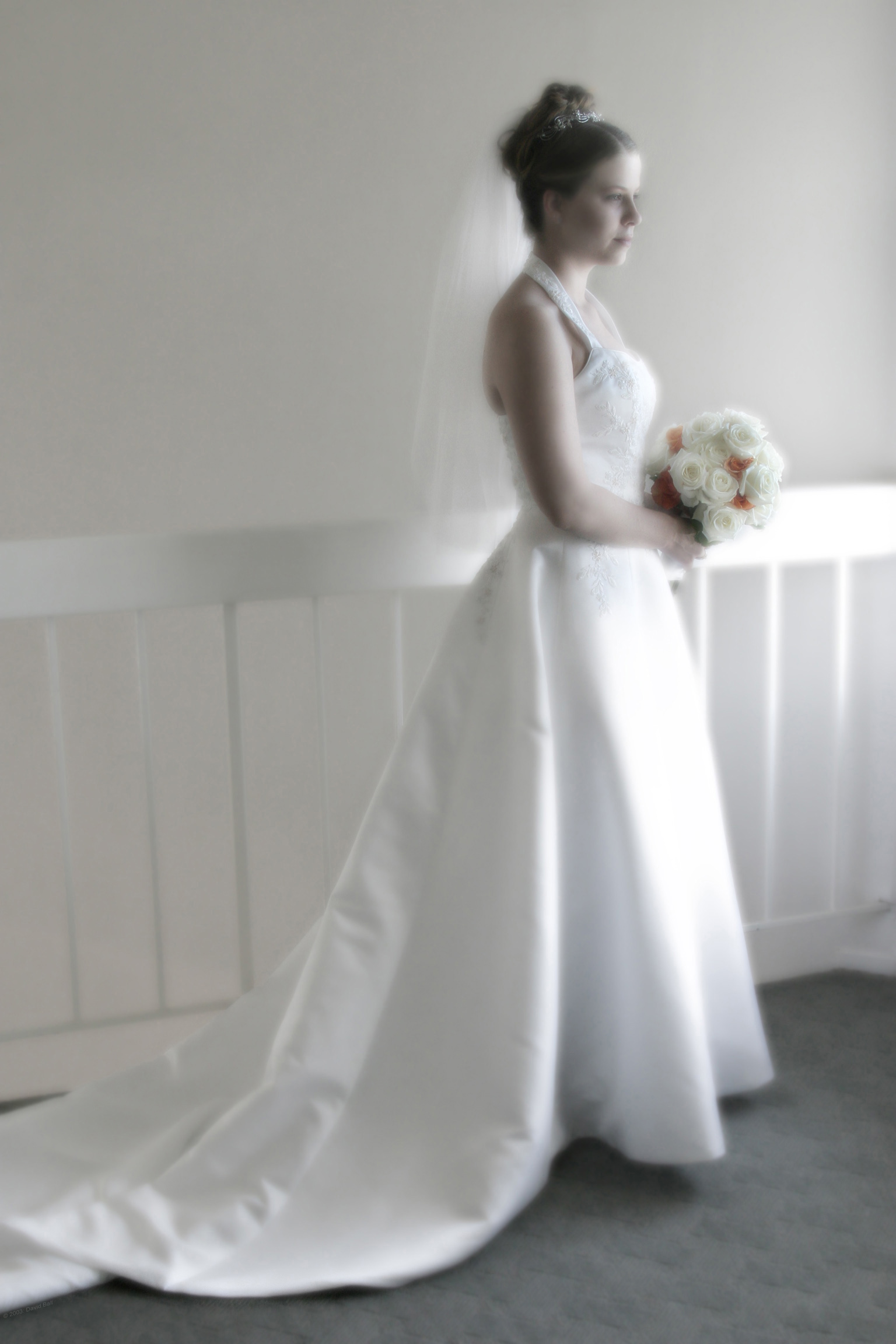
Neckholder-Brautkleid

Ein Neckholder ist ein Scheinanglizismus und ein Modebegriff der schulterfreien Damenoberbekleidung, der im korrekten Englisch als halter neck bzw. halterneck bezeichnet wird.
Dieses Kleidungsstück gibt die komplette Schulter und Rückenpartie frei und wird im Nacken gebunden, daher stammt auch der eingedeutschte Begriff, der sich zusammensetzt aus neck (= Nacken) und to hold (= halten). Der ursprüngliche Neckholder wurde nur im Nacken gebunden, wodurch die Größe an die Trägerin angepasst werden konnte. Eine weitere Variante sind Oberteile, bei denen die Träger zusammengenäht sind, wodurch die Konfektionsgröße nicht mehr variabel ist. Beide Varianten sind jedoch erhältlich.
Neckholder gibt es in unterschiedlichen Formen. In den 1950er-Jahren waren Neckholder der Modetrend, der sich bis heute gehalten hat. Die bekanntesten Neckholder sind: Neckholder-Bikinis, Neckholder-Badeanzüge, Neckholder-Shirts, Neckholder-BHs, Neckholder-Kleider, Neckholder-Abendkleider und Neckholder-Brautkleider.

## Trivia
Das wohl bekannteste weiße Neckholder-Kleid stammt aus dem Film Das verflixte 7. Jahr aus dem Jahr 1955, in dem das Kleid der Schauspielerin Marilyn Monroe von der Abluft eines Straßenschachtes aufgewirbelt wurde.